# 国民連合党 (フィンランド)

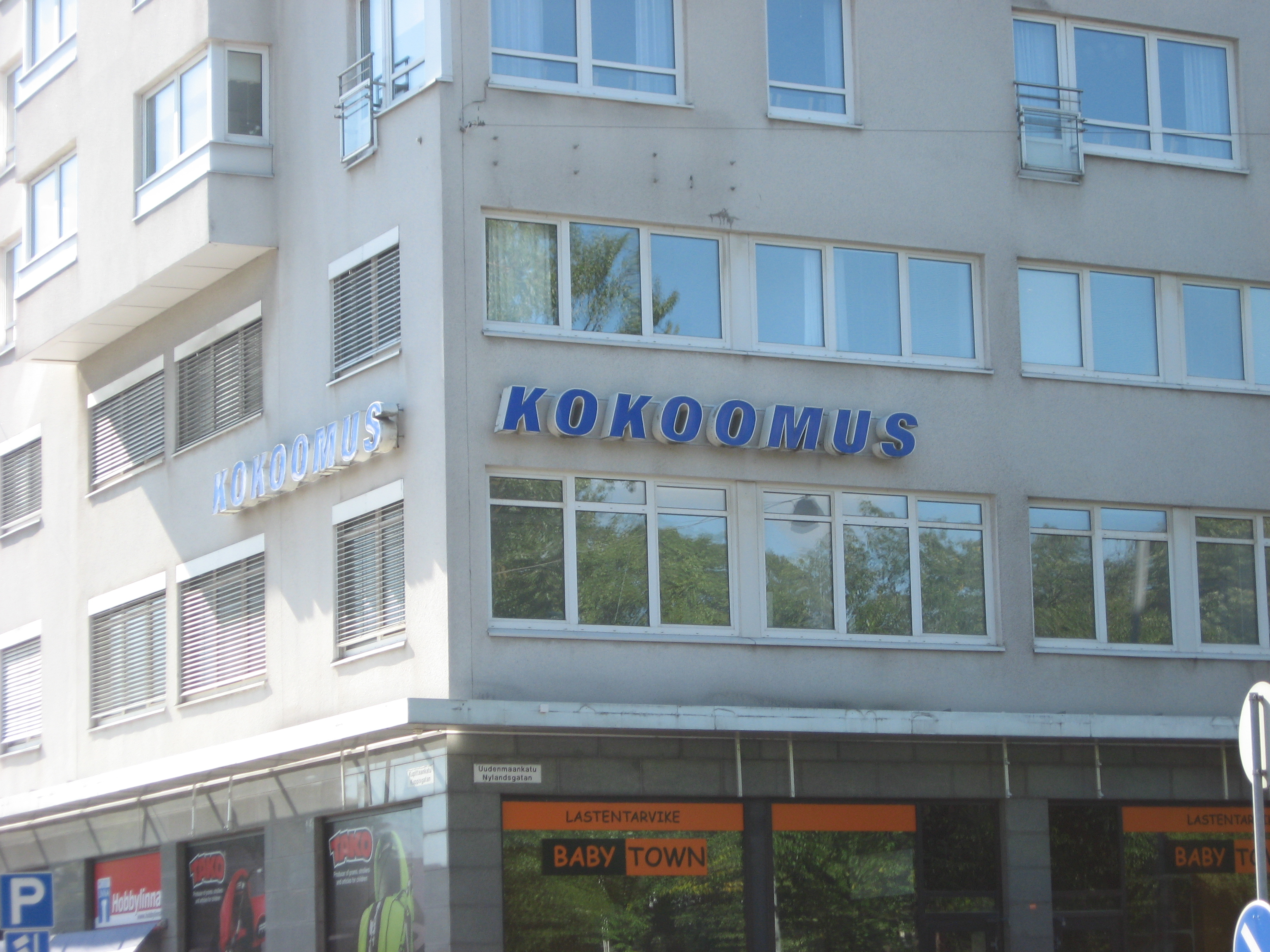
トゥルクの党事務所

国民連合党（こくみんれんごうとう、フィンランド語: Kansallinen Kokoomus、スウェーデン語: Samlingspartiet）は、1918年に結成されたフィンランドの政党である。
社会民主党、中央党とともに、かつての3大政党の1つである。

## 政策
北大西洋条約機構への加盟を強く打ち出している。
欧州人民党に加盟。
フィンランド南部の都市部の企業経営者などに強い支持基盤を有する。

## 組織
学生や女性など幅広い国民から構成される下部組織があるのが特徴で、中にはトルコ系移民がリーダーを務めるグループもある。

## 選挙
1990年代から2000年代にかけての議会選挙では、2割程度の得票率を獲得し、2007年の議会選挙においては200議席中50議席を得た。また、翌年の地方議会選挙では中央党の議席を上回るなど躍進した。

### 2003年議会選挙
18.6％の得票率に留まり、選挙前より6議席を下回る40議席に後退し、野党となった。

### 2007年議会選挙
50議席にまで回復。これにより51議席を獲得した中央党に次いで議会第2党に躍り出た。選挙後、中央党、緑の同盟、そして人民党から成る4党連立政権に参画した。

### 2011年議会選挙
真のフィンランド人の躍進により、主要政党は軒並み議席が減少。国民連合党は44議席に減少したが、第1党だった中央党は35議席にまで減ったため、国民連合党が第1党となった。

### 2015年議会選挙
国民連合党は37議席に減少して第3党となり、中央党が49議席に伸ばし第1党となった。選挙後、中央党と真のフィンランド人から成る3党連立政権に参画した。

### 2023年議会選挙
48議席を獲得して第1党となり、連立交渉を主導する立場となった。交渉の結果、真のフィンランド人、スウェーデン人民党、キリスト教民主党と連立を組み、国民連合党党首のペッテリ・オルポが首相に就任した。

## 歴代党首
- Hugo Suolahti（1918–1920）
- エーミル・ネストル・セタラ（E. N. Setälä）（1920–1921）
- アンッティ・トゥレンヘイモ （英語版）（Antti Tulenheimo）（1921–1925）
- Hugo Suolahti（1925–1926）
- Kyösti Haataja（1926–1932）
- Paavo Virkkunen（1932–1934）
- ユホ・クスティ・パーシキヴィ（Juho Kusti Paasikivi）（1934–1936）
- Pekka Pennanen（1936–1943）
- エドウィン・リンコミエス （英語版）（Edvin Linkomies）（1943–1945）
- K. F. Lehtonen（1945–1946）
- Arvo Salminen（1946–1955）
- Jussi Saukkonen（1955–1965）
- Juha Rihtniemi（1965–1971）
- ハッリ・ホルケリ（Harri Holkeri）（1971–1979）
- Ilkka Suominen（1979–1991）
- Pertti Salolainen（1991–1994）
- サウリ・ニーニスト（Sauli Niinistö）（1994–2001）
- ヴィレ・イタラ （英語版）（Ville Itälä）（2001–2004）
- ユルキ・カタイネン（Jyrki Katainen）（2004–2014）
- アレクサンデル・ストゥブ（Alexander Stubb）（2014–2016）
- ペッテリ・オルポ（Petteri Orpo）（2016–）

## 大統領
1946年から1956年にかけて在任した第7代のユホ・クスティ・パーシキヴィが党所属初の大統領であり、2012年にはサウリ・ニーニストが党所属者としては56年ぶりに大統領となった。